# Morton County (Kansas)
Morton County ist ein County im Bundesstaat Kansas der Vereinigten Staaten. Das U.S. Census Bureau hat bei der Volkszählung 2020 eine Einwohnerzahl von 2701 ermittelt.
Der Verwaltungssitz (County Seat) ist Elkhart. Das County gehört zu den Dry Countys, was bedeutet, dass der Verkauf von Alkohol eingeschränkt oder verboten ist.

## Geographie
Das County liegt in der äußersten südwestlichen Ecke von Kansas, grenzt im Westen an Colorado, im Süden an Oklahoma und hat eine Fläche von 1891 Quadratkilometern ohne nennenswerte Wasserfläche. Es grenzt in Kansas im Uhrzeigersinn an folgende Countys: Stanton County und Stevens County.

## Geschichte
Morton County wurde am 20. Februar 1886 gebildet. Benannt wurde es nach Oliver P. Morton, einem US-amerikanischen Politiker und Gouverneur von Indiana während des Amerikanischen Bürgerkriegs.
7 Bauwerke und Stätten des Countys sind im National Register of Historic Places eingetragen (Stand 30. August 2017).

## Demografische Daten

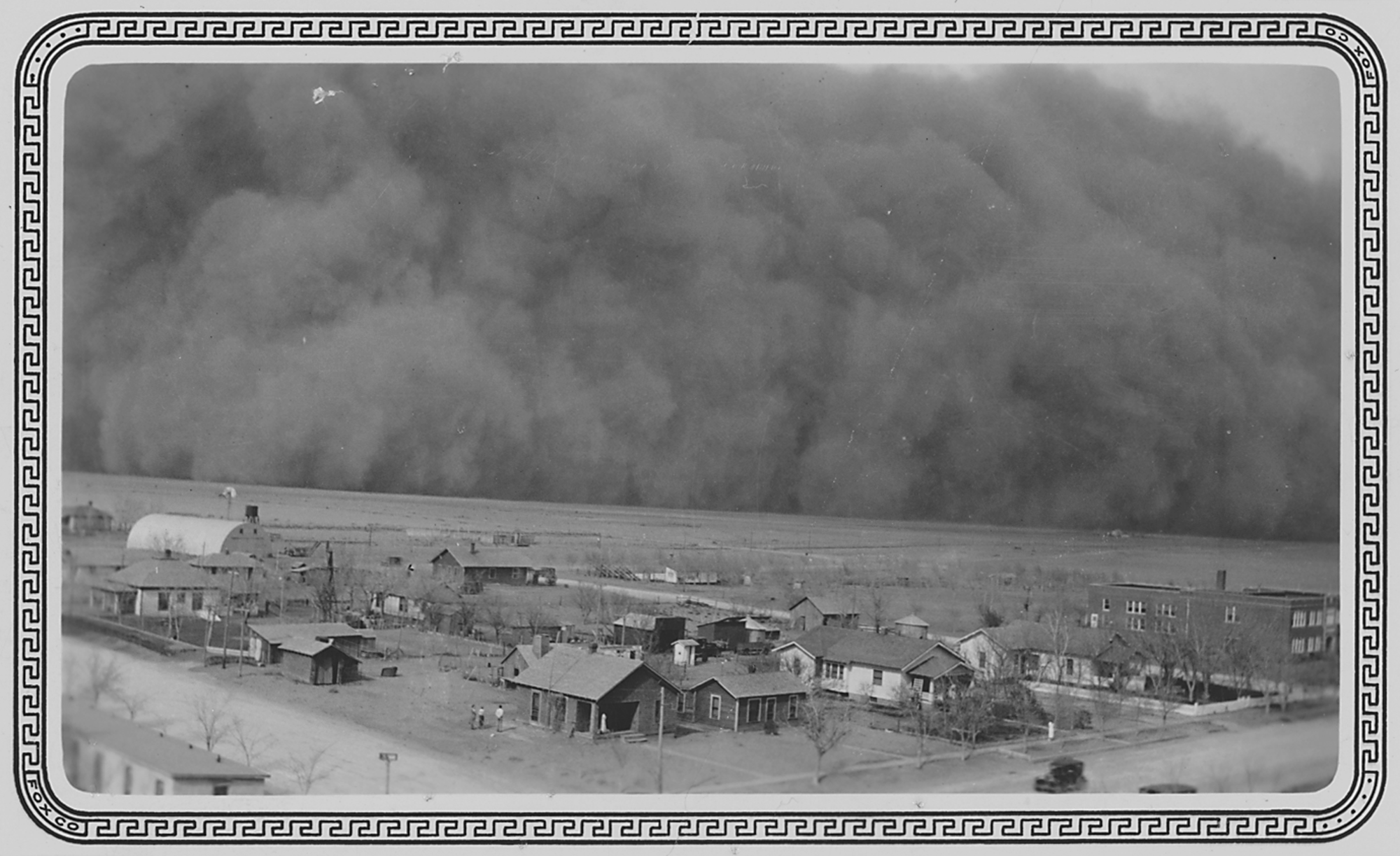
Staubsturm in Rolla, 1935

Nach der Volkszählung im Jahr 2000 lebten im Morton County 3496 Menschen in 1306 Haushalten und 961 Familien im Morton County. Die Bevölkerungsdichte betrug 2 Einwohner pro Quadratkilometer. Ethnisch betrachtet setzte sich die Bevölkerung zusammen aus 88,39 Prozent Weißen, 0,20 Prozent Afroamerikanern, 1,14 Prozent amerikanischen Ureinwohnern, 1,06 Prozent Asiaten und 7,52 Prozent aus anderen ethnischen Gruppen; 1,69 Prozent stammten von zwei oder mehr Ethnien ab. 14,10 Prozent der Bevölkerung waren spanischer oder lateinamerikanischer Abstammung.
Von den 1306 Haushalten hatten 36,6 Prozent Kinder unter 18 Jahren, die mit ihnen gemeinsam lebten. 64,2 Prozent waren verheiratete, zusammenlebende Paare, 6,8 Prozent waren allein erziehende Mütter und 26,4 Prozent waren keine Familien. 24,3 Prozent aller Haushalte waren Singlehaushalte und in 9,2 Prozent lebten Menschen mit 65 Jahren oder darüber. Die Durchschnittshaushaltsgröße betrug 2,63 und die durchschnittliche Familiengröße betrug 3,15 Personen.
29,3 Prozent der Bevölkerung waren unter 18 Jahre alt. 8,0 Prozent zwischen 18 und 24 Jahre, 27,2 Prozent zwischen 25 und 44 Jahre, 21,5 Prozent zwischen 45 und 64 Jahre und 13,9 Prozent waren 65 Jahre alt oder älter. Das Durchschnittsalter betrug 36 Jahre. Auf 100 weibliche Personen kamen 94,4 männliche Personen. Auf 100 erwachsene Frauen ab 18 Jahren kamen 93,7 Männer.
Das jährliche Durchschnittseinkommen eines Haushalts betrug 37.232 USD, das Durchschnittseinkommen einer Familie betrug 43.494 USD. Männer hatten ein Durchschnittseinkommen von 31.875 USD, Frauen 19.474 USD. Das Prokopfeinkommen betrug 17.076 USD.
8,5 Prozent der Familien und 10,5 Prozent der Bevölkerung lebten unterhalb der Armutsgrenze.

## Orte im County
- Elkhart
- Richfield
- Rolla
- Wilburton

Townships
- Cimarron Township
- Jones Township
- Richfield Township
- Rolla Township
- Taloga Township
- Westola Township